# StuH 42
10,5 cm Stu H 42 (официально полностью нем. 10,5 cm Sturmhaubitze 42) — средняя по массе немецкая 105-мм самоходная артиллерийская установка класса штурмовых орудий периода Второй мировой войны на базе танка Pz Kpfw III.

## История
Sturmhaubitze 42 (Штурмхаубитце 42) — штурмовая гаубица образца 1942 года. По ведомственному рубрикатору министерства вооружений нацистской Германии машина обозначалась как Sd Kfz 142/2.
Боевой опыт 1940 года показал недостаточную мощность осколочно-фугасного снаряда 75-мм штурмовых орудий Stu.G. 7,5 cm K.37 и 7,5 cm Stu.K.40, устанавливавшихся на StuG III, против скоплений живой силы противника и полевых фортификационных сооружений.
Летом 1941 года поступил заказ на 105-мм образец со стволом с баллистикой лёгкой полевой гаубицы leFH18/40. У нескольких серийных StuG III Ausf.F в начале осени 1942 года после ремонта заменили пушку 7,5 cm StuK40 на гаубицу 10,5 cm StuH 42, получив таким образом первый прототип САО 10,5 cm Stu H 42. Гаубицы отличались от StuG III лишь схемой установки орудия и компоновкой боеукладки для артвыстрелов раздельного заряжания с боекомплектом в 36 снарядов. Как и на всех StuG, в StuH применили электрическое воспламенение заряда (по терминологии того времени — электрозапальное). На дульной части ствола гаубицы установили дульный тормоз, которых было несколько вариантов, но с осени 1944 года из-за технологических сложностей не все орудия выпускались с этим устройством.

## Боеприпасы

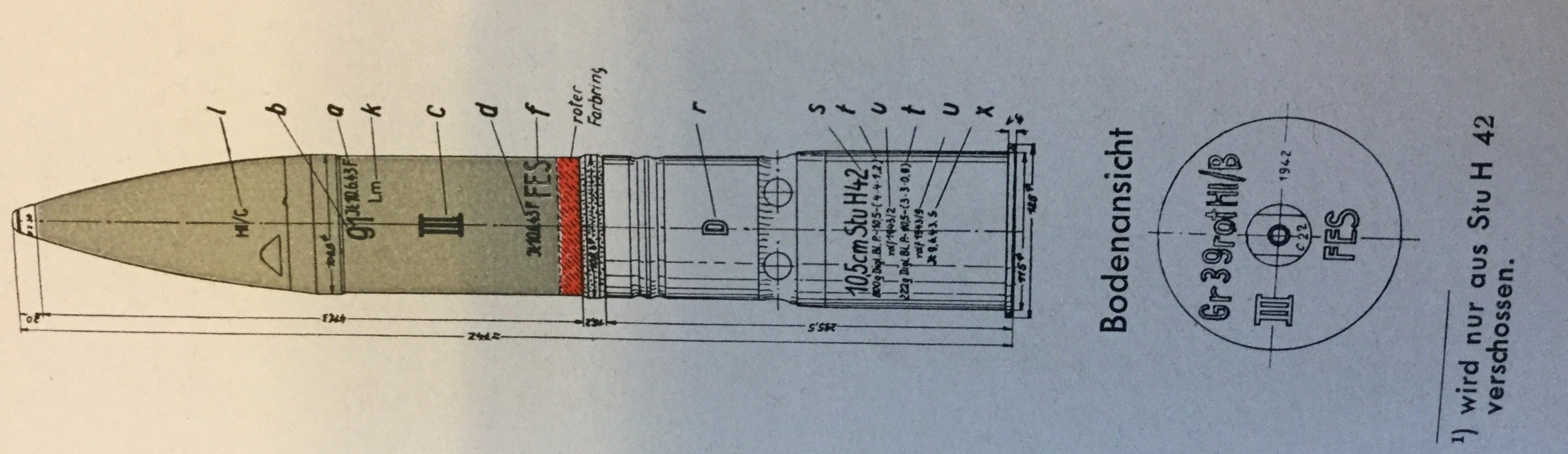
105-мм унитарный патрон с кумулятивным снарядом к 10,5 cm StuH 42

Заряжание раздельно-гильзовое. Гаубица 10,5 cm Stu H 42 могла стрелять практически всеми видами штатных снарядов к 105-мм лёгким полевым гаубицам: осколочно-фугасными, дымовыми, зажигательными и др. Гильзы и заряды использовались те же, что и ко всем вариантам leFH18: длина гильзы 155,1 мм, диаметр фланца 125 мм; индекс гильзы 6342 (латунные) и 6342 St (стальные), причём для обеспечения электропроводности, стальные гильзы допускались только латунированные. Капсюльная втулка в гильзе была электрозапальная C/22 (или C/22 St.), что делало заряды StuH невзаимозаменяемыми с другими полевыми и самоходными гаубицами данного калибра (взаимозаменяемость возможна при замене капсюльных втулок, но в войсках это не регламентировалось).
Основной боекомплект состоял из 26 осколочно-фугасных и 10 кумулятивных выстрелов.
Для борьбы с сильнобронированными целями применялись кумулятивные снаряды четырёх образцов, бронебойное действие которых достигало 90-100 мм, независимо от дистанции выстрела. Интересным является факт, что для этой гаубицы с раздельным заряжанием для повышения скорострельности при борьбе с бронированными целями был создан унитарный патрон с кумулятивным снарядом в специальной удлинённой гильзе: 10 cm Gr Patr 39 rot FES Hl/C Stu H 42. Но в большую серию этот боеприпас не пошёл.

## Производство
Первые 12 машин опытной партии изготавливались на шасси ремонтных StuG III от Ausf В до Ausf F. 
Серийное производство было начато с марта 1943 года на фирме «Alkett». 
|       | 1     | 2     | 3     | 4     | 5     | 6     | 7     | 8     | 9     | 10    | 11    | 12    | Всего |
| ----- | ----- | ----- | ----- | ----- | ----- | ----- | ----- | ----- | ----- | ----- | ----- | ----- | ----- |
| 1942  |       |       | 1*    |       | 5*    |       |       |       |       | 3     |       |       | 9**   |
| 1943  | 3**   |       | 10    | 34    | 45    | 30    | 25    | 5     | 10    | 11    | 4     | 30    | 207   |
| 1944  | 26    | 54    | 56    | 58    | 46    | 100   | 92    | 110   | 119   | 100   | 102   | 40    | 903   |
| 1945  | 71    | 24    | 49    | 48    |       |       |       |       |       |       |       |       | 192   |
| Всего | Всего | Всего | Всего | Всего | Всего | Всего | Всего | Всего | Всего | Всего | Всего | Всего | 1311  |

*Сданы в октябре
**Опытная партия

## Боевое применение
StuH 42 активно использовались на Европейском и Восточном театре военных действий. Из 53 машин этого типа, участвовавших в битве на Курской дуге, были потеряны 38. Там они составляли менее 10 % от всех имеющихся самоходок.
С начала 1944 года StuH 42 начали использовать совместно со StuG 40, комплектуя гаубицами один из четырёх взводов в каждой батарее. Такой состав сочетал в бою достоинства огня настильных 75-мм орудий и навесных 105-мм гаубиц. К концу войны дивизионы трёхбатарейного состава были переформированы в бригады и могли включать от 2 до 5 батарей.

## Изображения

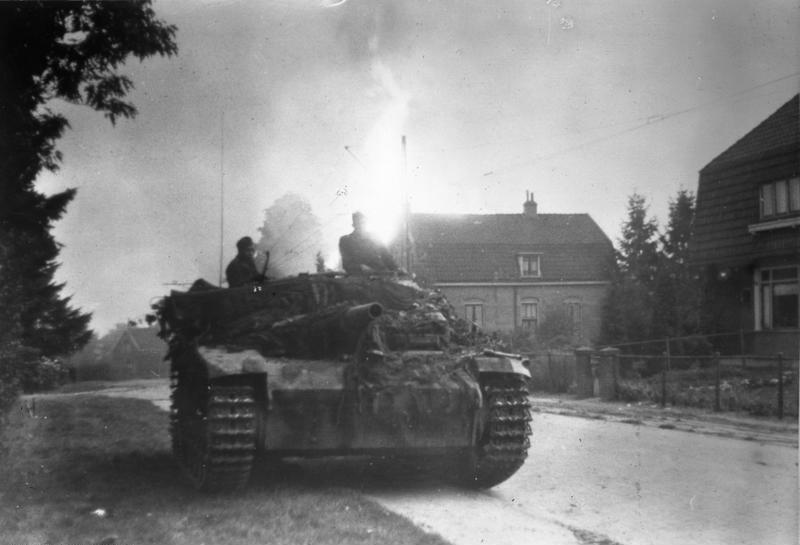
StuH 42 без дульного тормоза
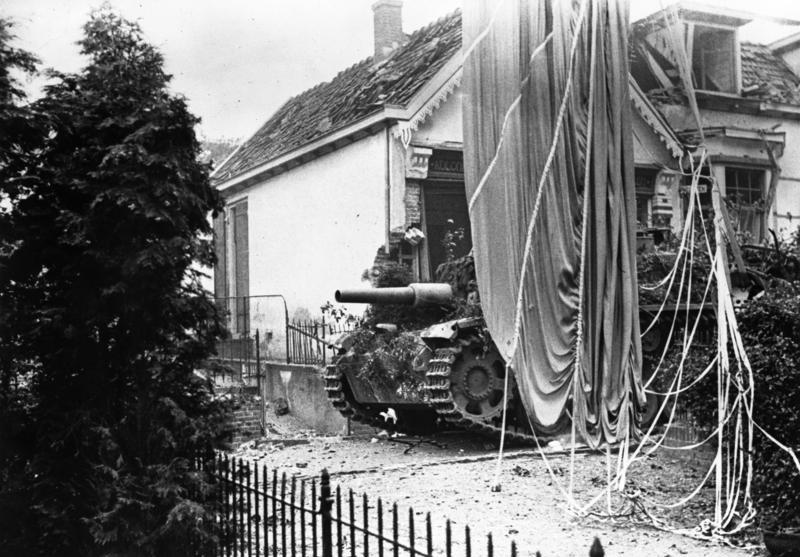
StuH 42 в уличном бою
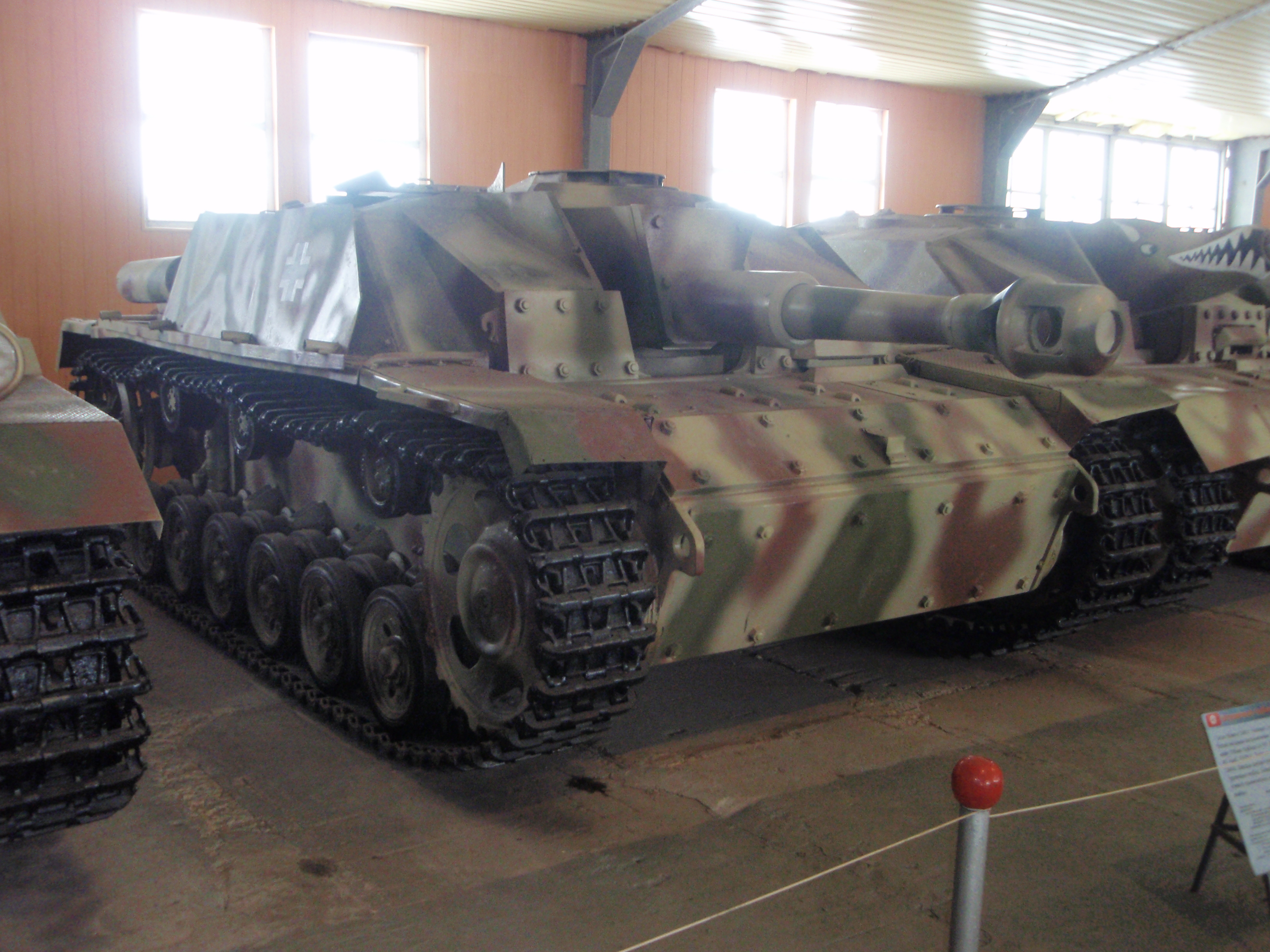
САУ StuH 42 Ausf. G в Бронетанковом музее в Кубинке